# Les Olles
|  | Per a altres significats, vegeu «les Olles del Baubo». |

Les Olles és una zona humida a l'Ampolla que forma part del Parc Natural del Delta de l'Ebre, l'espai del PEIN "Delta de l'Ebre" i la Xarxa Natura 2000 ES0000020 "Delta de l'Ebre". Es tracta d'una bassa de 54 hectàrees, una de les llacunes més petites del delta de l'Ebre. L'espai en conjunt, situat al terme municipal de l'Ampolla, ocupa més d'un centenar d'hectàrees que inclouen tant la bassa com les extenses zones de vegetació halòfila que l'envolten i que es troben fragmentades en diverses unitats degut a la construcció de canals de drenatge per als arrossars i la presència de l'estació de bombeig de les Olles que es troba al bell mig de l'àrea. Així, aquesta extensa àrea comença a la platja de l'Arenal i s'estén fins al Goleró comunicant amb la badia del Fangar i vorejada per la part interior d'arrossars i per la part marina d'una franja dunar ben conservada. Referent a la hidrologia de l'espai aquesta està íntimament lligada als cicles productius de l'arròs. L'entrada d'aigua dolça es realitza bàsicament a través de l'estació de bombeig de les Olles, provocant grans oscil·lacions tant en el nivell de l'aigua com en la salinitat d'aquesta. Pel que fa a la sortida d'aigua, la bassa està comunicada a l'aigua salina de la badia del Fangar per una petita gola.
La llacuna de la bassa de les Olles forma part dels hàbitats d'interès comunitari prioritaris com a llacuna litoral (codi 1150). Cal dir però que l'aigua de desguàs dels arrossars provoca una forta eutrofització i contaminació de l'aigua pels pesticides que s'utilitzen en aquest tipus de conreu. El recobriment de macròfits és molt pobre i s'hi troben algunes taques aïllades de Potamogeton sp. Aquesta llacuna és també la que presenta una menor salinitat de tot el delta. La vegetació halòfila que envolta la llacuna la compon un dens canyissar. A la franja costanera, la que dona a la badia del Fangar, la vegetació halòfila (hàbitats d'interès comunitari, codis 1410 i 1420) hi és predominant. També s'hi troben espartars (hàbitat d'interès comunitari, codi 1320) i dunes litorals fixades amb comunitats de Crucianellion maritimae (hàbitat d'interès comunitari, codi 2210). S'hi troben espècies com la cirialera vera (Arthrocnemum fruticosum), el jonc marí (Juncus maritimus), limòniums com Limonium virgatum, la lleteresa marina (Euphorbia paralias), el melgó marí (Medicago marina), el panical marí (Eryngium maritimum), el tamariu (Tamarix canariensis), etc. La trencadalles (Kostelezkya pentacarpos), espècie de flora inclosa a l'Annex II de la Directiva d'hàbitats, presenta una població als canyissars que envolten la llacuna.
Pel que fa a la fauna, s'hi troben diversos ardeids que hi nidifiquen, entre ells l'agró roig (Ardea purpurea), el martinet de nit (Nycticorax nycticorax), el martinet ros (Ardeola ralloides), el martinet blanc (Egretta garzetta), el martinet menut (Ixobrichus minutus) i l'esplugabous (Bubulcus ibis). També hi ha una bona colla de passeriformes de canyissar, com el balquer (Acrocephalus arundinaceus), la boscarla de canyar (A. scirpaceus) i el boscaler (Locustella luscinioides), entre d'altres. Durant l'època de caça les poblacions d'anàtids i fotges desapareixen gairebé del tot degut a les dimensions reduïdes de la llacuna i l'excessiva pressió cinegètica.
L'espai no es troba en molt bon estat de conservació. Hi destaca l'eutrofització de les aigües i el rebliment pels sediments que aboca l'estació de bombeig. Actualment existeix un projecte promogut pel Ministeri de Medi Ambiente, a través de l'empresa estatal AquaMed, que intenta resoldre aquests problemes. A més mencionar les activitats cinegètiques així com la pesca, en especial la d'anguila (Anguilla anguilla) que és capturada en la gola que comunica la llacuna de les Olles amb el mar.
L'Espai, gestionat des del Parc Natural del Delta de l'Ebre, disposa de diversos equipaments com són un mirador, un punt d'aguait i diversos rètols informatius.